# Eszperantó Múzeum Svitavy

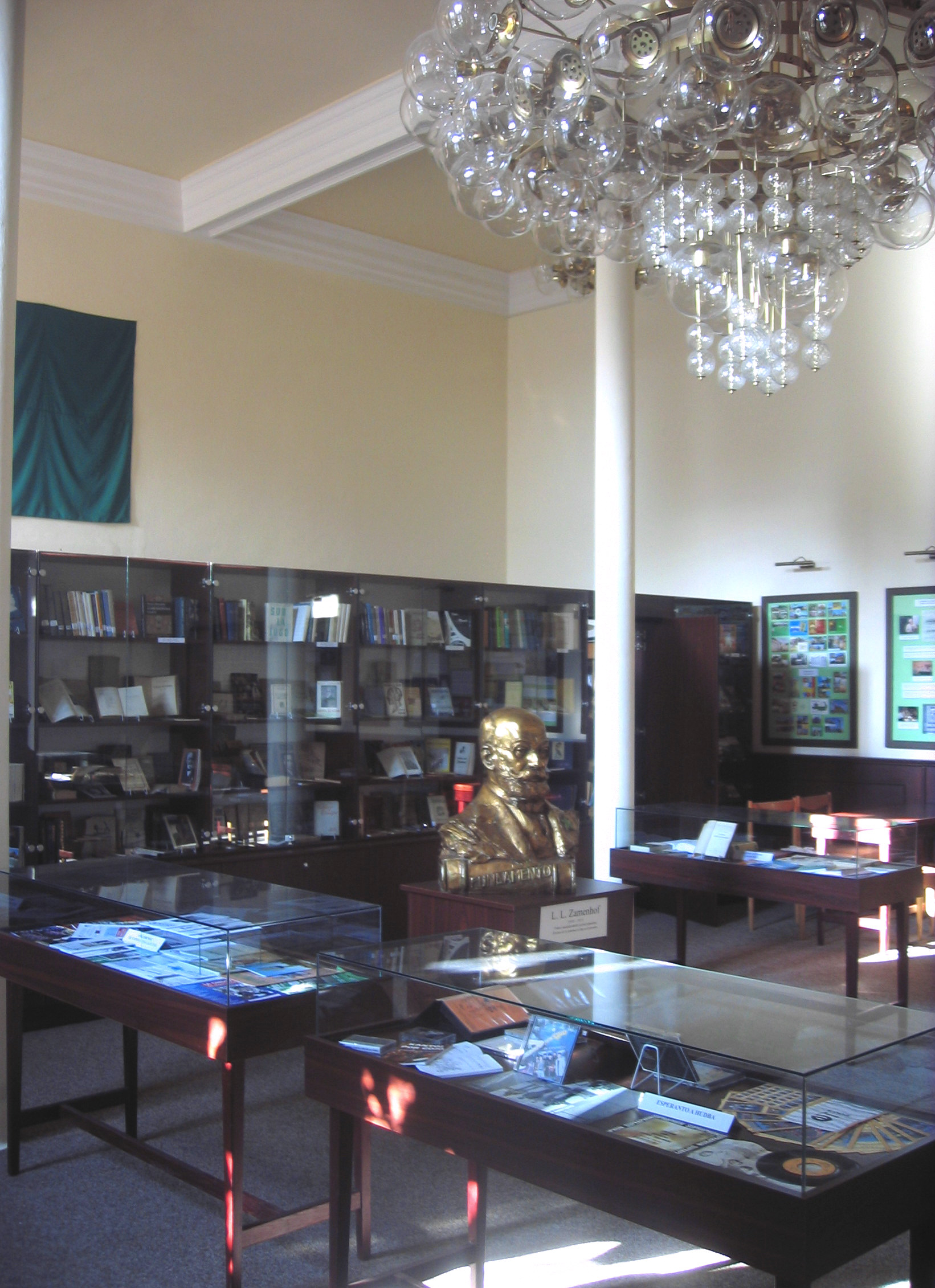
Kiállítóterem a múzeumban

Az Eszperantó Múzeum Svitavyban (Cseh Köztársaság) a városi múzeum részét képezi, az eszperantó mozgalom történetét és jelenlegi helyzetét mutatja be. A városi múzeum a látványos Ottendorfer-házban található, amelyet a város szülötte, egy amerikai mecénás építtetett 1892-ben közösségi célokra. A város lakói piros könyvtárnak hívják.

## Az Eszperantó Múzeum
Az eszperantó szekciót 2008-ban alakították ki a múzeum üres földszinti részében, részben a helyi eszperantisták önkéntes munkájával.
A kiállítóteremben nyolc vintrinszekrény, öt vitrinasztal és 14 tabló szolgál a tematikus anyag bemutatására. Számítógép is rendelkezésre áll interaktiv panellal, mellyel a mozgalom aktuális eseményeiről lehet információt szerezni. Szabadpolcon elvihető újságok és tájékoztatók találhatók.
Az állandó kiállításon kívül tematikus kiállításokat és rendezvényeket is szerveznek a múzeum keretében: nyelvtanfolyamkokat, konferenciákat, gyermek-rendezvényeket, Wikipédia-napot.

## Ideiglenes kiállítások
- A nemzetközi nyelvek története és az eszperantó-mozgalom kezdete, 2008 szeptember - 2009 február.
- A Cseh Eszperantó Szövetség 40 éve és Az eszperantó és az ifjúság, 2009 március - 2009 október.
- Az eszperantó és a vasút, 2009 november - 2010 május
- Az eszperantó és a rajzolt humor, 2010. június - 2011. május
- A világ szellemi hagyatéka és az eszperantó, 2011. június -